# 大口清秀
大口 清秀（おおぐち きよひで、? - 寛文8年（1668年）1月4日）は、江戸時代前期の武士。本姓は藤原。阿波徳島藩大口氏2代当主。

## 人物
清秀は、織田信雄の家臣大口清古の次男に生まれる。母は野々村直氏の姉。初め大口伊兵衛を名乗り、後に大口茂右衛門と改名する。父の清古が徳島藩蜂須賀家に仕えると、清秀も同じく徳島藩に仕える。
寛永10年（1633年）11月14日に清古が病死したため、寛永11年（1634年）3月に大口家の家督を継ぐ。徳島城下で250石を治めた。寛永14年10月25日（1637年12月11日）、肥前国で島原・天草一揆が起きると、弟の大口信賢と共に幕府方から派遣された松平信綱の軍に従軍して武功を挙げた。御剃物を頂いた後に剃髪し、寛文8年（1668年）正月に病死した。

## 氏族
大口氏は、藤原秀郷の末裔とされ、伊勢国大口郷（現在の三重県松阪市大口町付近）に本拠を置く土豪となった。つまり本姓は藤原であるため、正式な姓名は藤原清秀である。清秀の子孫は代々阿波徳島藩に仕えた。また、父の清古は大河内姓を名乗ったが、北畠家庶流の大河内氏や摂津源氏流大河内氏の一族ではない。

## 系譜
- 祖父：大口式部清定
- 父：大口茂右衛門清古
- 母：野々村直氏姉
- 正室：南半左衛門娘
  - 長女：長濱七兵衛義秀室
  - 嫡男：大口伊兵衛清行
  - 次女：村上玄節室
  - 三女：村上玄節後室
  - 次男：大口七郎大夫正普
  - 三男：先山太兵衛尚親（先山杢右衛門親俊養子）
  - 四男：大口兵右衛門久和（大口小兵衛養子）
  - 五男：大口茂兵衛成房（大口利右衛門信賢（改黒部市郎右衛門）養子の後改黒部茂兵衛）
  - 養女：村上弥一右衛門室（南忠右衛門娘）